# Reynoutria multiflora
Reynoutria multiflora (Thunb.) Moldenke – gatunek rośliny z rodziny rdestowatych (Polygonaceae Juss.). Występuje naturalnie w Japonii, Chinach (w prowincjach Anhui, Fujian, Gansu, Guangdong, Kuejczou, Hajnan, Hebei, Heilongjiang, Henan, Hubei, Hunan, Jiangsu, Jiangxi, Jilin, Liaoning, Qinghai, Shaanxi, Szantung, Syczuan, Junnan i Zhejiang, a także w regionie autonomicznym Kuangsi) oraz na Tajwanie.  

## Morfologia
PokrójBylina dorastająca do 2–4 m wysokości. Pędy wijące się i pnące, u nasady drewnieją. Wyrastają z okazałej, wąskoeliptycznej bulwy korzeniowej barwy czarno-brązowej.
LiścieIch blaszka liściowa jest nieco skórzasta i ma kształt jajowaty i wąskojajowaty. Mierzy 3–7 cm długości oraz 2–5 cm szerokości, ma sercowatą nasadę i ostry wierzchołek. Ogonek liściowy jest nagi i osiąga 15–30 mm długości. Gatka ma brązową barwę, jest błoniasta i dorasta do 3–5 mm.
KwiatyZebrane w luźne wiechy o długości 10–20 cm, rozwijają się w kątach pędów lub na ich szczytach. Kwiaty mają 5 listków okwiatu o eliptycznym kształcie i barwie od białej do zielonkawej, zewnętrzne są skrzydlate i wydłużają się po przekwitnięciu. Pręcików jest 8. Słupki 3, krótkie, zakończone główkowatymi znamionami.
OwoceTrójboczne niełupki o jajowatym kształcie i czarnej barwie, osiągają 2–3 mm długości.

## Biologia i ekologia
Rośnie w zaroślach oraz na terenach skalistych. Występuje na wysokości do 3000 m n.p.m. Kwitnie od czerwca do października, a owocuje od lipca do listopada.